# 1706
1706 (MDCCVI) fue un año común comenzado en viernes según el calendario gregoriano.

## Acontecimientos
- 5 de mayo: en Tenerife (Canarias) erupciona el volcán Garachico.
- 10 de mayo: en Cataluña ―en el marco de la Guerra de Sucesión Española―, las tropas francoespañolas de Felipe V levantan el sitio de Barcelona.
- 14 de mayo: en el norte de Italia ―en el marco de la Guerra de Sucesión Española― comienza el sitio de Turín.
- 23 de mayo: a unos 15 km al norte de Namur (en la actual Bélgica) ―durante la campaña de la Guerra de Sucesión Española por el control de los llamados Países Bajos españoles (Flandes)― un ejército anglo-germano-neerlandés vence a un ejército francés en la batalla de Ramillies.
- 21 de septiembre: a 15 km de Cartagena (España) ―en el ámbito de la Guerra de Sucesión Española― tiene lugar el combate del Albujón.
- 26 de septiembre: durante la Guerra de Sucesión Española finaliza el sitio de Turín. El duque de Saboya toma el ducado de Milán. De esta manera el Milanesado pasa a ser gobernado por el archiduque Carlos VI (del Sacro Imperio Romano Germánico).
- 3 de noviembre: Un terremoto de 6,8 sacude los montes Apeninos dejando 2.400 muertos.
- 6 de noviembre: en las islas Canarias, la flota británica de John Jennings ataca infructuosamente el puerto de Santa Cruz de Tenerife.

## Arte y cultura
- Melchor Pérez de Holguín pinta El Juicio Final.

## Nacimientos
- 7 de enero: Johann Heinrich Zedler, editor alemán (f. 1752).
- 17 de enero: Benjamin Franklin, político e inventor estadounidense (f. 1790).
- 8 de febrero: Luis de Córdova y Córdova, marino español (f. 1796).
- 17 de diciembre: Émilie du Châtelet, matemática y física francesa (f. 1749).

## Fallecimientos
- 10 de enero: La Roldana (Luisa Roldán), primera escultora española (n. 1652).
- 17 de enero: Philipp Peter Roos, pintor alemán (n. 1657).
- 27 de febrero: John Evelyn, escritor y jardinero británico (n. 1620).
- 4 de noviembre: Antonio Teodoro Ortells, compositor barroco español (n. 1649).
- 28 de diciembre: Pierre Bayle, filósofo y escritor francés (n. 1647).